# Aegokeras caespitosa
Aegokeras es un género monotípico de plantas perteneciente a la familia Apiaceae. Su única especie: Aegokeras caespitosa (Sibth. & Sm.) Raf., es originaria de Turquía.  

## Taxonomía
Fue descrito por Constantine Samuel Rafinesque  y publicado en Good Book 51, en el año 1840.
Sinonimia
- Olymposciadium H.Wolff
  - Olymposciadium caespitosum (Sm.) H.Wolff[2]